# Sampang (Karang Tengah)
Sampang is een bestuurslaag in het regentschap Demak van de provincie Midden-Java, Indonesië. Sampang telt 2819 inwoners (volkstelling 2010).